# Бланкенбург (Гарц)
Бланкенбург (нім. Blankenburg) — громада в Німеччині, розташована в землі Саксонія-Ангальт. Входить до складу району Гарц.
Площа — 148,91 км2. Населення становить 19 248 ос. (станом на 31 грудня 2021).